# 251 f.Kr.

## Händelser

### Efter plats

#### Grekland
- Den grekiska stadsstaten Sikyons tyrann Paseias blir mördad av Nikokles, med den makedoniske kungen Antigonos II:s goda minne. Nikokles härskar som tyrann av Sikyon i endast fyra månader, under vilken tid han driver åttio av stadens invånare i exil. Därpå blir Sikyons citadell överraskat av en nattlig räd av exilsikyoner, ledda av den unge adelsmannen Aratos. Tyrannen Nikokles palats sticks i brand, men han lyckas fly från staden genom en underjordisk gång.
- Aratos återkallar dem, som Nikokles har förvisat, till Sikyon, vilket leder till förvirring och splittring inom staden. Då han fruktar att Antigonos II skall utnyttja denna splittring för att anfalla staden ansöker Aratos om att den ska få gå med i det akaiska förbundet, ett förbund mellan några små akaiska städer på Peloponnesos. Han får sedan också finansiellt stöd av den egyptiske kungen Ptolemaios II, så att det akaiska förbundet skall kunna försvara sig mot Makedonien.

#### Romerska republiken
- Under Lucius Caecilius Metellus befäl anfaller romerna den av kartagerna hållna hamnstaden Panormus efter att ha intagit Kefalodon. Efter hårda strider i slaget vid Panormus blir kartagerna under Hasdrubal besegrade, varpå staden faller i romarnas händer.
- Sedan de har erövrat Panormus faller också det mesta av västra Sicilien i romarnas händer. Städerna Ieta, Solous, Petra och Tyndaris sluter fred med dem samma år och detta nederlag markerar slutet på det betydande kartagiska fälttåget på Sicilien.